# Acanthochaetetes huauclillensis
Acanthochaetetes huauclillensis es una especie extinta de porífero demosponja de la familia Acanthochaetetidae que vivió durante el Cretácico inferior en el actual México.

## Descripción
A. huauclillensis formaba colonias, posiblemente, de forma de bulbo o globular. Presentaba internamente lo que parece ser una microestructura densa coloidal (de acuerdo con Butts (2014), esta estructura puede atribuirse a la silicificación). Las paredes internas de los calículos a menudo están cubiertas por espinas. Se diferencia de otros miembros de su género por la presencia de una disposición escalariforme de las tabulas en los cálculos adyacentes, observable en la sección longitudinal, además de las dimensiones de los cálculos y tabulas en las secciones transversales y longitudinales.
Se reproducía mediante gemación intraparietal en lugar de por división fissipare. La forma de crecimiento de las colonias puede ser baja-domical, alta-domical o crustosa.

## Sistemática
A. huauclillensis fue descrita por Sánchez-Beristain, García-Barrera y Moreno-Bedmar (2019) en base a restos recolectados en municipio de Santiago Huauclilla (Oaxaca, México), de donde recibe su nombre específico.
La formación geológica San Isidro, lugar de origen de los restos, está fechada del periodo Cretácico inferior, concretamente desde Hauteriviense superior al Barremiense inferior, en el Cretácico inferior.